# Ludwig Tieck
Johann Ludwig Tieck, nemški pesnik, pisatelj, izdajatelj in prevajalec, * 31. maj 1773, Berlin, † 28. april 1853, Berlin.
Tieck je deloval v obdobju romantike. Izdajal je pod psevdonimoma Peter Leberecht in Gottlieb Färber.

## Življenje

### Mladost, študij in prvi uspehi
Ludwig Tieck je odraščal v Berlinu z očetom, ki je bil učitelj, mlajšim bratom Friedrichom in mlajšo sestro Sophie. Od leta 1782 se je šolal na Gimnaziji Friedricha-Wederscha pod vodstvom Freidricha Gedikeja, kjer se je navezal na Wilhelma Heniricha Wackenroderja. Študiral je zgodovino, filologijo, staro in novo literaturo v nemških deželah Halle (Saale) (1792), Göttingen (1792 - 1793, 1793 - 1794), Erlangen (1793, skupaj z Wackenroderjem). 
S študijem se je želel izoblikovati v svobodnega pisatelja, saj se je že takrat izčrpno ukvarjal s Shakespearjem.
V času študija v Erlangnu je Tieck skupaj z Wackenroderjem potoval v Nürnberg, skozi frankovski del Švice do gorovja Fichtelgebirge, obiskala pa sta tudi baročni dvorec Weissenstein v Pommersfeldnu. Doživetja s teh potovanj je kasneje opisal v slavnih potopisih.
Svoje prvo pesniško delo je napisal že v Berlinu, še pred začetkom študija. Leta 1794 je Tieck prekinil študij in se vrnil nazaj v Berlin (do 1799). V zbirki kratkih zgodb Nojeva peresa (Straußfedern, od 1795) je objavljal trivialno literaturo in literarne eksperimente v duhu poznejšega razsvetljenstva, nekatera prozaistična dela je napisal skupaj s sestro Sophie.
Njegove prve pripovedi in romani: Pripoved brez pustolovščin (izdal pod psevdonimom Peter Lebrecht, eine Geschichte ohne Abenteuerlichkeiten) (1795, 2 zvezka) , William Lovell (1795-96, v treh zvezkih) in Abdallah (1796). Po tem delu pa je viden prehod k pravi romantiki, ki se odraža v predelavi starih ljudskih pregovorov in pravljic, zbranih v delu Ljudske pravljice (Volksmärchen, Berlin 1798, 3 zvezki). V tem delu so vidne dramatično-satirične kot tudi preproste pripovedne prvine. Z umetniškim romanom Popotovanja Franca Šternbalda (Franz Strenbalds Wanderungen, dokončano 1797, izdano 1798) je Tieck začrtal smernice romantičnim romanom (Novalis, Joseph von Eichendorff).
Konec leta 1797 se je Tieck prvič srečal s Friedrichom Schleglom. Po poroki s hčerko pridigarja Alberti leta 1798 v Hamburgu, se je od 17991800 zadrževal v Jeni, kjer je spletel prijateljstvo z bratoma Schlegel (August Wilhelm in Friedrich Schlegel), Novalisom, s Clemensom Brentanom, z Johannom Gottliebom Fichtejem in Friedrichom Schellingom.
Tako imenovani jenski zgodnji romantiki sta pripadala tudi August in Friedrich Schlegel. Za Schleglove razvijajoče teorije je Tieck prispeval literarne primere (in obratno).
Spoznal je tudi Goetheja in Schillerja. Leta 1801 se je skupaj s Friedrichom Schleglom preselil v Dresden.
Sodeloval je pri spisih Wackenroderja.

### Ziebingen
Leta 1801 se je Tieck s svojo družino na povabilo starega znanca Burgsdorffa preselil na njegovo kmetijo v Ziebingen, vzhodno od Frankfurta (na Odri), kjer je s prekinitvami živel do leta 1819.
Od leta 1803 je delno živel v Berlinu, delno pa na posestvu grofa Finkensteina Ziebingen pri Frankfurtu, kamor se je tudi vrnil s potovanja po Italiji, katerega je izkoristil v študijski namen — preučeval je rokopise, shranjene v Vatikanu. V tem obdobju je izšlo: Princ Zerbino, ali potovanje po dobrem okusu (Prinz Zerbino, oder die Reise nach dem guten Geschmack, 1799), Popotovanja Franca Šternbalda (Franz Sternbalds Wanderungen, Berlin, 1798; poveličevan roman staronemške umetnosti, pri zasnovah katerega je sodeloval tudi njegov prijatelj Wackenroder), Romantične poezije (Romantische Dichtungen, Jena, 1799 - 1800, 2 zvezka) z žaloigro Življenje in smrt svete Genovefe (Leben und Tod der heil. Genoveva, separat, Berlin, 1820), veseloigra Cesar Oktavij (Caiser Octavianus, Jena, 1804; predelana po ljudski knjigi). V naštetih delih se avtor brez zadržkov kaže kot pravi romantik.
Poleg tega je objavil prevod Čudovite prigode don Kihota bistroumnega plemiča iz Manče (Don Quixote von Cervantes, 1799-1801; sl. 1965), prevedel številne negotove dele Shakespearja, z naslovom Staroangleško gledališče (Altenglisches Theater, 1811), predelal delo Ulricha von Lichtensteina Usluga ženske (Frauendienst, Tübing, 1812) ter prav tako izbrane dramatske igre Rosenpluta, Hansa Sachsa, Ayrerja, Gryphiusa in Lohensteina (Nemško gledališče, Deutsches Theater, Berlin 1817, 2 zvezka), izdal zbirko pravljic in iger   z naslovom Phantasus (1812-17, 3 zvezki; 2. izdaja: 1844-45, 3 zvezki), ki jo je dopolnil z novimi zgodbami in pravljičnimi igrami Fortunat. Prav s to zbirko je Tieck v nemških bralcih ponovno vzbudil veliko zanimanje. Pravljice in zgodbe, kot so Zvesti Ekart (Der getreue Ecker), Vile (Die Elfen), Pokal (Der Pokal), Blondinec Ekbert (Der blonde Eckbert) itd. so že zaradi pesniških prvin veljale za posebne.
V času vojne leta 1813 je pesnik živel v Pragi. Po vojni je veliko potoval v London in Pariz, s čimer je želel pridobiti navdih za pisanje pomembnega dela o Shakespearju, ki pa ga nikoli ni dokončal.

### Dresden
Od 1819–1841 je živel v Dresdnu. Kljub temu, da se je Tieck zaradi duhovne razcepljenosti dojemanja manj vredne dresdenske literature znašel v nasprotujočem si položaju, mu je z večernimi predavanji o dramatiki, poznanimi po vsej Nemčiji, uspelo najti krog privržencev, ki so odločno priznavali njegove umetniške nazore.
Kot dramaturg Dvornega gledališča (Hoftheater) si je Tieck v 1820ih letih pridobil veliko veljavnost, ki pa mu je bila zaradi spletk in laži malovrednih nasprotnikov pogosto odvzeta. Vse od selitve v Dresden je pesnik pisal izključno v obliki novele. Z zbranim delom Novele (Novellen, Berlin, 1852-54, 12 zvezkov) je pokazal svoj velik talent pripovedovanja. Prispeval je resnična umetniška dela, v katerih je pesniške naloge rešil s čistimi poetičnimi oblikami, nasprotno pa si je s številnimi drugimi deli utiral pot s problematično pogovorno novelistiko, kjer epični element ostaja v ozadju in je pripoved samo sredstvo za obrazložitev določenih mnenj in vzgojnih načel. Najpomembnejša dela iz prve kategorije so: Slike (Die Gemälde), Popotniki (Die Reisenden), Starec z gora (Der alte vom Berge), Ljudje s podeželja (Die Gesellschaft auf dem Lande), Zaroka (Die Verlobung), Glasbeno trpljenje in radost (Musikalische Leiden und Freuden), Življenje v izobilju (Des Lebens Überfluß) in druge.
Grški cesar (Der griechische Kaiser) Smrt pesnika (Der Tod des Dichters) in predvsem nekončan Upor v Cevenennu (Aufruhr in den Cevennen) so zgodovinska dela z velikim pomenom. 
V vseh teh novelah ne očara le s preprosto milino, temveč tudi z raznolikostjo likov, ki se odlikujejo po živahnem, iskrivem značaju in z globokoumnostjo poetične ideje. Tudi v proznih novelah je Tieck dokazal svoje mojstrstvo. Njegovo zadnje veliko delo, Vitoria Akorombona (Vittoria Accorombona, 1840) je nastalo pod vplivom nove francoske romantike in je kljub uporabljeni barvitosti dajalo pretežno neprijeten vtis.  
V času Dresdenškega obdobja je bil Tieck zelo aktiven tudi v drugih literarnih dejavnostih. Leta 1826 je izdal in dodelal A.W. Schleglov nedokončan prevod o Shakespearju ter izdal Spise iz zapuščine (Berlin 1821) in Zbrana dela (Gesammelten Werke) Heinricha v. Kleista (Berlin 1826, 3 zvezki). 
K delom Gottfrieda Schabelsa Otok Felsenburg (Die Insel Felsenbug, Breslau 1827), Lenza Zbrani spisi (Gesammelte Schriften, 1828), Shakespearja Shakespearjova predšola (Shakespeares Vorschule, Leipz. 1823-29, 2 zvezka) in drugim je Tieck napisal dragocene predgovore in razprave. 
Napisal je tudi delo Dramaturški listi (Dramaturgischen Blätter, 1826/1852, samostojna izdaja 1852) v katerem kritizira dramaturgijo. 

### Berlin
Leta 1841 je kralj Friedrich Wilhelm IV. povabil pesnika v Berlin. Zaradi bolezni je bil Tieck priklenjen na posteljo in zaradi smrti svojih prijateljev zelo osamljen. Živel je častno, brezskrbno, predvsem pa umirjeno. Umrl je 28. aprila 1853. Njegovi Kritični spisi (Kritischen Schriften, 2 zvezka) so izšli leta 1848.
Tieckove raznolike protislovne narave ne moremo pripisati zgolj njegovi neskladnosti ustvarjanja (v katerem se racionalizem 18. stoletja in mistična romantika nenehno bojujeta) , temveč tudi improvizaciji naključnih trenutkov (odvisni od njegovega talenta). Prav improvizacija pa mu ni dopuščala jasnega oblikovanja duhovitih in živih idej.

## Dela
- Abdallah (pripovedka, Berlin, Leipzig: Nicolai, 1795)
- Peter Lebrecht. Pripoved brez pustolovščon (Peter Lebrecht. Eine Geschichte ohne Abentheuerlichkeiten, 2 zvezka Berlin, Leipzig: Nicolai, 1795-1796, izdano pod psevdonimom Peter Lebrecht)
- Nenavadna dneva iz Siegmundovega življenja (Die beiden merkwürdigsten Tage aus Siegmunds Leben, 1796)
- William Lovell (3 zvezki, Berlin, Leipzig: Nicolai 1795-96)
- Srčna izpoved  samostanskega brata, ki ljubi umetnost (Herzensergießungen eines kunstliebenden Klosterbruders, Berlin: Unger 1797,Wilhelm Heinrich Wackenroder in Ludwig Tieck)
- Sedem žensk Sinjebradca (Die sieben Weiber des Blaubart, resnična družinska zgodba, izdal pod psevdonimom Gottlieb Färber. Istanbul: Murusi, 1212, Berlin: Nicolai, 1797)
- Ljudske pravljice (Volksmährchen, izdal pod psevdonimom Peter Leberecht. 3 zvezki, Berlin: Nicolai 1797 ;Vsebuje: Obuti maček; Der gestiefelte Kater, Blondni Ekbert; Der blonde Eckbert in Vitez sinjebradec; Ritter Blaubart)
- Ljubezenske zgodbe lepe Magelone in grafa Petra s Provenc (Liebesgeschichte der schönen Magelone und des Grafen Peter von Provence, 1797)
- Popotovanja Franca Šternbalda (Franz Sternbalds Wanderungen, Staronemška zgodovina, 2 zvezka, Berlin: Unger, 1798)
- Romantične pesnitve (Romantische Dichtungen, 2 zvezka, Jena: Frommann, 1799-1800
- Prinz Zerbino, ali potovanje po dobrem okusu (Prinz Zerbino, oder die Reise nach dem guten Geschmack, takorekoč nadaljevanje Obutega mačka. Igra v šestih dejannjih. Jena: Frommann, 1799)
- Fantazije umetnosti za prijatelje umetnosti (Phantasieen über die Kunst, für Freunde der Kunst. Wilhelm Heinrich Wackenroder, izdal Ludwig Tieck. Hamburg: Perthes, 1799)
- Poetični žurnal (Poetisches Journal, izdal Ludwig Tieck. Jena: Frommann, 1799
- Der Runenberg (1804)
- Cesar Oktavij (Kaiser Octavianus, veseloigra v dveh delih. Jena: Frommann, 1804)
- Čar ljubezni (Liebeszauber, 1811)
- Phantasus ( Zbirka pravljic, pripovedk, iger in novel, 3 zvezki, Berlin: Realschulbuchhandlung, 1812-1816)
- Pesmi (Gedichte, 3 zvezki. Dresden: Hilscher, 1821-1823)
- Novele (Novellen,7 zvezkov, Dresden: Arnold; Berlin: Reimer; Breslau: Max, 1823-1828)
- Dramaturški listi (Dramaturgische Blätter, 2 zvezka, Breslau: Max, 1826; 3 zvezki: Leipzig: Brockhaus, 1852)
- Dichterleben (prvi del, novela, 1825)
- Upor v Cevennenu (Der Aufruhr in den Cevennen, Novela v štirih delih, prvi in drugi del. Berlin: Reimer 1826)
- Učenjak  (Der Gelehrte, novela, 1827)
- Zbrane novele (Gesammelte Novellen. Razširjene in izboljšane, 14 zvezkov, Breslau: Max, 1835-1842)
- Mladi mizarski mojster (Der junge Tischlermeister, Novela v sedmih delih, 2 zvezka. Berlin: Reimer, 1836)
- Življenje v izobilju (Des Lebens Überfluß, novela, 1839)
- Vitoria Akorombona (Vittoria Accorombona. Roman- 5 knjig, 2 zvezka. Breslau: Max, 1840)
- Zbrane novele (Gesammelte Novellen, Popolnoma na novo pregledana izdaja, 12 zvezkov,Berlin: Reimer, 1852-1854 (enako s spisi. zvezek. 17-28.)
- Spisi iz zapuščine (Nachgelassene Schriften, izbral, napisal paberek in izdal Rudolf Köpke. 2 zvezka, Leipzig: Brockhaus 1855)
- Knjiga o Shakespearju (Das Buch über Shakespeare, Rokopisni zapisi, po zapuščini izdal Henry Lüdeke. Halle: Niemeyer, 1920; Ponatis nemških literarnih del 18. in 19. stoletje)